# 타루미 토타
타루미 토타(일본어: 垂水 藤太, 1958년 8월 29일 ~ )는 일본 도쿄도 출신의 배우이다. 마드모아젤 소속. 그의 아버지는 일본 오카야마현 출신 배우였던 타루미 고로(일본어: 垂水 悟郎)이다.

## 혐한 발언 논란
2012년 8월 15일과 20일 블로그를 통해 혐한적인 발언을 남기면서 논란을 일으켰다. 한국팬들에게 대하는 태도로 봤을 때 혐한이 맞는 것으로 보인다. 그런데 이 부분은 여러 설이 있으며, 오히려 일본에서는 우익들을 여러차례 비판해 온 사람이라는 이야기도 있다. 확인이 필요해 보인다.

## 작품

### TV 프로그램
- 우주형사 갸반 - 경관(제38화 단역)
- 우주형사 샤리반 - 테니스 코치(제44화 단역)
- 초신성 플래시맨 - 진, 레드 플래시(음성)
- 특경 윈스펙터 - 히로사키 유이치(제31·32화 단역)
- 특수 엑시드래프트 - 모리야마 타모츠(제30화 단역)
- 특수로보 쟌퍼슨 - 시게마츠 타다시(제12화 단역)
- 사무라이전대 신켄저 - 신켄 블루의 아버지
- 해적전대 고카이저 - 진, 레드 플래시(음성)

### 영화
- 초신성 플래시맨 극장판 - 진, 레드 플래시(음성)
- 절세호 B